# Su Song
Su Song (苏颂; Sū Sòng) eller Su Zirong (苏子容; Sū Zǐróng), född 1020, död 1101, var en kinesisk vetenskapsman, statstjänsteman och ekonom under Songdynastin.
Su Song föddes 1020 utanför Quanzhou i Fujian. I början av hans karriär var han specialist inom administration och ekonomi i kejsarhovets byråkrati. Senare blev han även mycket framstående inom astronomi och matematik och naturvetenskap. 1070 publicerar Su Song det vetenskapliga avhandlingen Illustrated Pharmacopoeia (本草图经) om droger, botanik, zoologi, metallurgi och relaterade forskningsområden. 1093 uppförde Su Song en multifunktionell vattenklocka i Kaifeng. Su Song var samtida med den konkurrerande vetenskapsmannen Shen Kuo.

## Vattenklockan

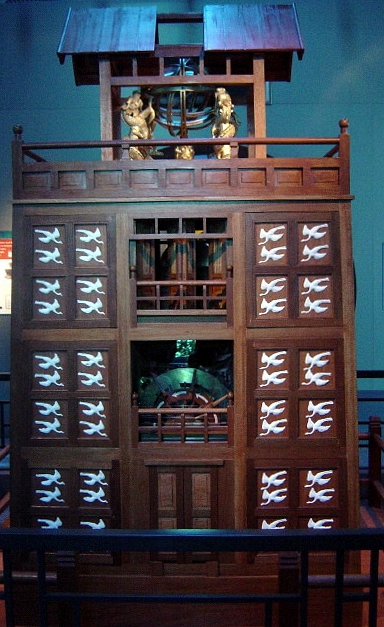
En skalmodell av Su Songs vattenklocka.

Su Song är känd för att år 1093 ha färdigställt en 12 meter hög vattendriven astronomisk klocka i Kaifeng. Klockan visade både tiden och användes för astronomiska observationer.
Klockan var uppförd i tre nivåer där den översta nivån hade en roterande armillarsfär för astronomiska observationer. På andra nivån fanns en celestglob av brons som återskapade himlakropparnas rörelse. På första nivån fanns trädockor som visade tiden genom att öppna olika dörrar och ringde i klockor. Hela klocktornet var sammankopplat med en gemensam mekanisk som drevs av vattenkraft genom ett drygt tre meters vattenhjul med 36 skopor. Klocktornets visuella utförande påminde om en pagod.
Efter att Jindynastin erövrat Kaifeng 1126 demonterades klockan och transporterades till Jindynastins blivande huvudstad Zhongdu (dagens Peking), men de lyckades aldrig återuppbygga klockan. Under kejsar Song Gaozongs regeringstid (1127–1162) uppmanades Su Songs son (Su Xie) att återuppföra klockan baserat på faderns ritningar, men även han misslyckades.
På Naturvetenskapliga nationalmuseet (國立自然科學博物館) i Taiwan färdigställdes 1993 en fullskalig fungerande modell av Su Songs klocka.